# Voriella setiventris
Voriella setiventris är en tvåvingeart som beskrevs av Malloch 1935. Voriella setiventris ingår i släktet Voriella och familjen parasitflugor.
Artens utbredningsområde är Amerikanska Samoa. Inga underarter finns listade i Catalogue of Life.